# Guarulhos
Guarulhos (en español ocasionalmente Guarullos[cita requerida]) es un municipio brasileño del estado de São Paulo. Guarulhos es la segunda ciudad más poblada del estado y la decimosegunda de Brasil.
Guarulhos alberga el principal aeropuerto del país, que sirve a São Paulo, el Aeropuerto Internacional André Franco Montoro.

## Toponimia
Según algunas fuentes, el nombre de la ciudad procede de los indígenas que habitaban la región. Se trataba del asentamiento donde vivían los indios guarú de la tribu de los guayanás, integrantes de la nación tupí. Guarú significa en tupi "indio barrigón" o "pez barrigón", sin embargo, recientes estudios indican que los indios que habitaban la región eran en realidad "maromomis" del tronco etnolingüístico "macro-jê".

## Historia
El 8 de diciembre de 1560, el sacerdote jesuita Manuel de Paiva fundó este municipio en el asentamiento poblacional de los indios guarúes de la tribu de los guayanás, integrantes de la nación Tupí, dándole el nombre portugués de Nossa Senhora da Conceição ("Nuestra Señora de la Concepción", en español).
El municipio se estableció como elemento de defensa ante el temor de un ataque tamoyo al pueblo de San Paulo de los Campos de Piratininga, siendo uno de los seis pueblos establecidos para tal fin. De esa forma, al lindar con la capital del estado de Sao Paulo, teniendo como límites los ríos Tieté al sur y Cabuzú al oeste, era un punto estratégico. En la misma época en que se fundó Guarulhos, nació también la villa de San Miguel, con el mismo propósito, villa conocida hoy como barrio São Miguel Paulista de la ciudad de São Paulo.
En 1880, Guarulhos se emancipa de la ciudad de Sao Paulo, con el nombre de Nossa Senhora da Conceição dos Guarulhos, adoptando el nombre actual mediante la ley n.º 1021, del 6 de noviembre de 1906.
El inicio del siglo XX fue marcado por la llegada del ferrocarril y la energía eléctrica, así como por la demanda de instalación de una red telefónica, la concesión de licencias para implantar industrias, actividades comerciales y servicios de transporte de pasajeros. Durante la década de 1930, destacan los actos de intervención federal, la constitución de la junta gubernativa de Guarulhos y el Movimiento Constitucionalista (reflejos de la Revolución, desde 1930 hasta el fin de la República). En 1940 se inaugura la biblioteca pública municipal, en 1941 el primer centro de salud de la ciudad y diez años después, la Santa Casa da Missericórdia de Guarulhos. Entre 1940 y 1950, llegaron al municipio industrias de los sectores eléctrico, metalúrgico, plástico y alimentario, así como actividades del sector de la goma, el calzado, las piezas para automóviles, relojes y cueros.
Otros hecho significativos más recientes fueron: el traslado de la base aérea de Sao Paulo (BASP), en 1945, desde el Campo de Marte, en la ciudad de Sao Paulo, al barrio de Cumbica, en Guarulhos; en 1963 se fundó la Asociación Comercial e Industrial de Guarulhos, denominada posteriormente Asociación Comercial y Empresarial de Guarulhos (ACE); y en 1985 se inauguró el aeropuerto de Cumbica, hoy denominado aeropuerto internacional de São Paulo-Guarulhos Gobernador André Franco Montoro.

## Geografía física

### Relieve
El relieve guarulhense se encuentra bajo el dominio del Altiplano Atlántico, donde podemos verificar los siguientes tipos de relieve: vegas, planicies aluviales, colinas, cerros y sierras.
La Serra de la Cantarera se extiende a lo largo de los límites con Mairiporá, Nazaré Paulista y Santa Isabel, donde recibe los nombres locales de Serra de la Pirucaya, del Bananal, de Itaberaba o Gil.

#### Altitudes
- Altitud máxima: 1.438 metros - Pico de Gil (Serra de Itaberaba).
- Altitud promedio: 759 metros.
- Altitud mínima: 660 metros, localizada en la ría del Arroyo Yaguarí, con el río Yaguarí en las lindes de Guarulhos, Santa Isabel y Aruyá.
- Altitud del municipio: 773,14 metros.
- Punto central o marco cero: Plaza Teresa Cristina.

### Clima
El municipio de Guarulhos presenta un clima subtropical húmedo, con temperatura media anual entre 17 y 21 grados Celsius y heladas en algunos sitios durante el invierno. La humedad relativa del aire media anual es de 81,1% y la precipitación pluviométrica anual es de 1.470 mm. Vientos dominantes: SE-EN y E-O.

### Vegetación
Por su condición geográfica y climática, Guarulhos presentaba una cobertura vegetal primitiva nativa representada por la mata atlántica, también denominada bosque cantareira y, por la mata planaltina o de transición. Con la expansión poblacional e industrial esa cobertura vegetal ha sufrido un gran desgaste.

## Demografía
- Población total: 1.896.202
  - Urbana: 1.601.668
  - Rural: 26.049
  - Hombres: 587.487
  - Mujeres: 615.230

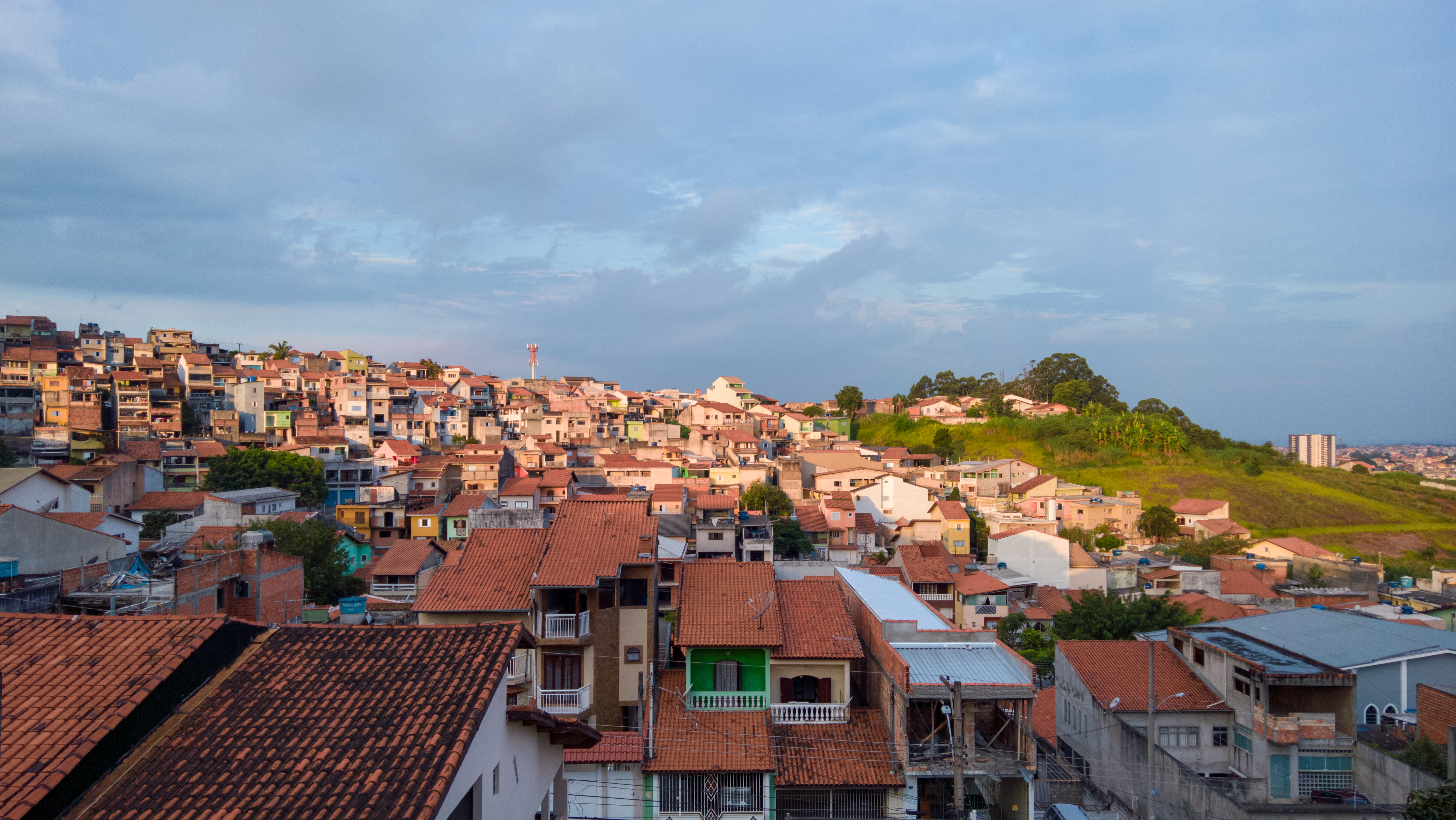
Guarulhos, en el sector Parque Continental

- Densidad demográfica: 4.022,47 hab./km²
- Mortalidad infantil hasta 1 año: 11,46 por mil
- Esperanza de vida: 74,2 años
- Tasa de fecundidad: 1,88 hijos por mujer
- Tasa de alfabetización: 98,90%
- Índice de desarrollo humano (IDH-M): 0,798
- IDH-M Renta: 0,748
- IDH-M Longevidad: 42854
- IDH-M Educación: 8/8325[7]

### Etnias

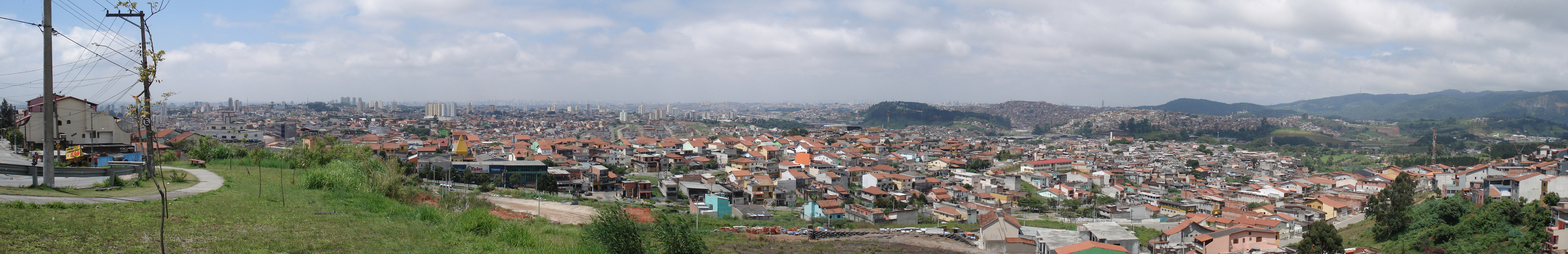
Vista panorámica de Guarulhos

| Color/Raza | Porcentaje |
| ---------- | ---------- |
| Blancos    | 53,5%      |
| Negros     | 6,3%       |
| Mulatos    | 38,8%      |
| Amarillos  | 1,3%       |
| Indígenas  | 0,1%       |

## Transportes

### Aeropuerto

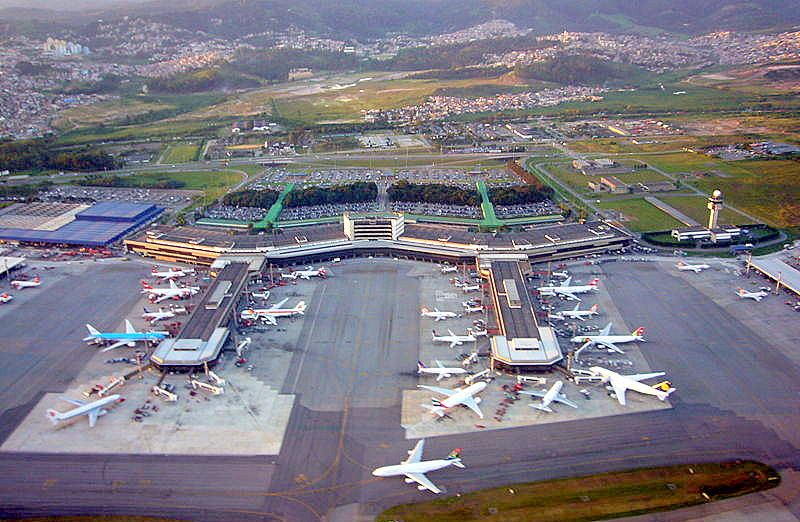
Aeropuerto internacional de Guarulhos

El Aeropuerto Internacional de São Paulo-Guarulhos – Gobernador André Franco Montoro, también conocido por aeropuerto internacional de Cumbica (IATA: GRU, ICAO: SBGR) es el aeropuerto principal del Brasil, con mayor número de viajeros, localizado en el barrio de Cumbica en la ciudad de Guarulhos. Atiende la ciudad de São Paulo y toda la región metropolitana.

### Autovías
- Autovía Presidente Dutra (BR-116)
- Autovía Fernão Días (BR-381)
- Autovía Ayrton Senna da Silva (SP-070)
- Autovía Helio Smidt (SP-019/BR-610)
- Autovía Francisco de Almeida - antigua Carretera de Nazaré (SP-36)

## Economía
Guarulhos era en 2007 la 9ª ciudad más rica de Brasil, con un producto interior bruto (PIB) de 27,4 mil millones de reales, lo que representa el 1,01% de todo el PIB brasileño.

## Parques y plazas

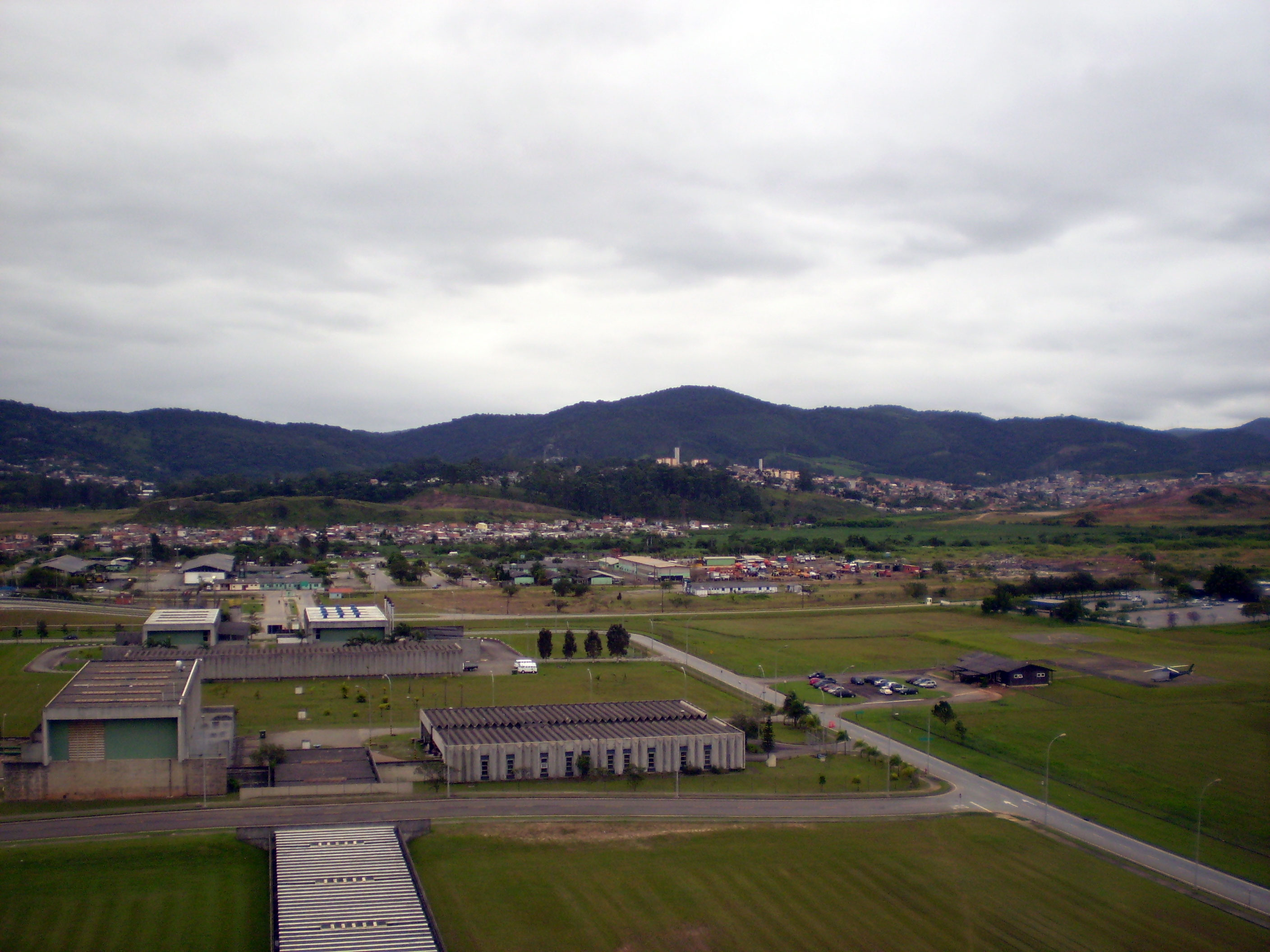
Vista de la Serra de la Cantareira desde la torre de control del aeropuerto de Cumbica.

Existe en la ciudad la reserva provincial de la cantareira o Parque Provincial Cantareira (Núcleo Cabuzú) con 2550 hectáreas, el caserío de Itaverava, algunas áreas localizadas en Tapera Grande, además de pequeños reductos de bosque existentes en la ciudad: Bosque Maya, Parque Julio Fracalanza, Aeropuerto Internacional, entre otros. Todos ellos preservados por la Legislación de Protección Permanente.
El Huerto Forestal de Guarulhos es una parte del área total que está clasificada como Reserva Biológica, también considerada como área de preservación permanente, fue plantado para atender las siguientes finalidades:
- Multiplicación de especies vegetales: árboles y plantas;
- Preservación de la fauna y de flora;
- Implantación de la Reserva Biológica, destinada a la preservación de los recursos naturales, investigaciones y educación ambiental.

Además de estos parques citados, Guarulhos posee varios pequeños parques, como el parque Chico Mendes, en el distrito de Pimientas.

## Cultura
La ciudad cuenta con teatros como el teatro Cura Bento, Adamastor Centro, Adamastor Pimientas y el teatro Nélson Rodrigues, además de anfiteatros y museos.
La mayor revelación de la música guarulhense hasta el día de hoy es el grupo de punk-rock Mamonas Assassinas.[cita requerida]
Y la ciudad cuenta todavía con orquestas como la orquesta sinfónica joven municipal y orquesta de cámara de Guarulhos.

## Educación

### Enseñanza superior
La ciudad de Guarulhos cuenta con universidades como la Universidad Federal de São Paulo, Campus de Filosofía y Ciencias Humanas en Bonsucesso, desde 2007, Universidad Guarulhos (UnG que se originó de los Centros Integrados de Enseñanza Superior Harías Brito, fundado en 1970), Unimesp (originaria de las Facultades Integradas de Guarulhos, fundada en 1969), la Facultad de Tecnología de Guarulhos FATEC. Además el municipio cuenta con las siguientes Instituciones de Enseñanza Superior: Facultades Integradas Torricelli, Eniac, ESPA-Escuela Superior Del Estado de San Paulo de Administración (Facultad de Negocios de Guarulhos), Facig, Facultad IDEPE y FaG - Facultades de Guarulhos, además de contar con uno unidad semi-presencial de la Universidad Metodista de San Paulo (localizada en las dependencias del centro Comercial Bonsuceso) y una Unidad Descentralizada de Enseñanza del CEFET (Centro Federal de Educación Tecnológica de San Paulo).
EL CEFET de Guarulhos está suministrando a partir del 2º semestre de 2008 los cursos técnicos en Manutención y Soporte de Informática y Automatización Industrial y también cursos de nivel superior de Tecnología en Análisis y Desarrollo de Sistemas para el periodo Nocturno y para el Diurno superior en Licenciatura en Matemáticas.

## Deporte

### Fútbol
El primer club de balompié de Guarulhos fue el Paulista, que jugaba donde hoy está localizada la plaza Getúlio Vargas.
Hoy el municipio cuenta con el Estadio Municipal António Soares de Oliveira - El Estadio del Flamengo.
El municipio de Guarulhos posee dos equipos profesionales de balompié la A.A. Flamengo (Disputando la serie A2 de la Primera división del Campeonato Paulista) y el A.D. Guarulhos (Disputando la Segunda división del Campeonato Paulista).

## Comunicación

### Telefonía fija y móvil
En 1960 se creó la Compañía Telefónica de Guarulhos (CTG), con la intención de sustituir los obsoletos 120 teléfonos manuales de la Compañía Telefónica Brasilera (CTB).
En 1962, la CTG gestionaba dos mil terminales telefónicos automáticos, con el prefijo 49. Cuando se creó el sistema Telebrás, en 1974 la Telesp adquirió la CTG, entonces con siete mil terminales, con la condición de que todas las llamadas telefónicas entre los dos municipios fuesen consideradas llamadas locales. En aquella ocasión, el prefijo 49 fue sustituido por el 209, que en 2003 fue sustituido de nuevo por el 6409 y actualmente es el 2409. El número de terminales aumentó en 20.000 en 1977.
Bajo la administración de la Telesp y, posteriormente, de Telefónica, habían sido creados nuevos centros telefónicos, más adelante que ya operaba en el centro de la ciudad: Puente Grande, Picanzo, Mezquita, Cumbica, Nazaré, Nueva Bonsuceso, Parque Continental. A comienzos del siglo XXI más de trescientos mil teléfonos comunican Guarulhos.